# Afghanicenus nuristanicus
Afghanicenus nuristanicus là một loài bọ cánh cứng trong họ Cerambycidae.